# Вилафранка (Венеција)
Вилафранка (итал. Villafranca) је насеље у Италији у округу Венеција, региону Венето.
Према процени из 2011. у насељу је живело 57 становника. Насеље се налази на надморској висини од 4 м.